# Christo Cwetanow
Christo Cwetanow (bg. Христо Цветанов) (ur. 29 marca 1978 w Czerwen Brjag) – bułgarski siatkarz, reprezentant kraju, grający na pozycji środkowego. Wraz z reprezentacją zdobył brązowy medal Mistrzostw Świata 2006, rozgrywanych w Japonii. W 2007 roku Martin Stoew nie powołał go na Mistrzostwa Europy rozgrywane w Rosji. Podczas mistrzostw Europy rozgrywanych w Turcji w 2009 roku zdobył brązowy medal.

## Sukcesy klubowe
Liga bułgarska:
- 1999, 2000, 2001, 2002, 2003
- 2017
- 2013, 2014, 2018, 2019, 2021

Puchar Bułgarii:
- 2000, 2001, 2003, 2014

Liga grecka:
- 2007

Puchar CEV:
- 2008

Liga czarnogórska:
- 2008

## Sukcesy reprezentacyjne
Mistrzostwa Świata:
- 2006

Puchar Świata:
- 2007

Mistrzostwa Europy:
- 2009